# 아르고호

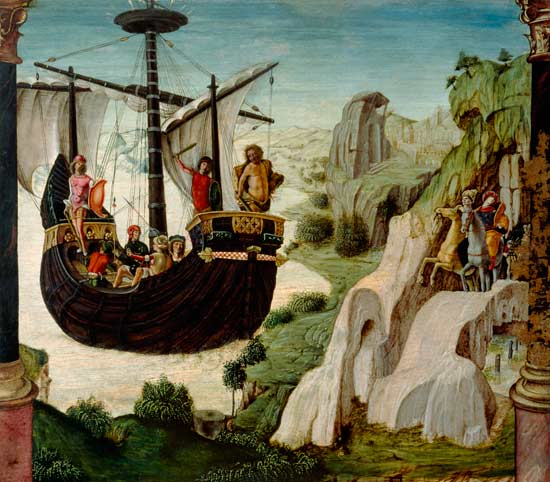
아르고호

아르고(그리스어: Ἀργώ)는 그리스 신화에서 이올코스의 영웅 이아손과 그의 모험가들이 전설의 황금양모를 찾아 모험을 떠날 때 타고 갔던 배의 이름이다.

## 전설
아르고호는 전설적인 배만드는 장인 아르고스에 의해 만들어졌으며 그 선원들은 헤라여신으로부터 보호를 받았다고 전해진다. 이 배는 아테나 여신이 설계하고 제작되었고 이 배의 이물은 도도나 숲의 성스러운 목재로 만들어졌다고 한다. 이아손과 그의 일행이 성공적으로 항해를 마친 이후에 이 아르고호는 코린토스 지협에서 바다의 신 포세이돈에게 헌정되었다고 한다.
이 배의 형태에 대하여는 전통적인 그리스 전함으로 갤리선으로 추측하며 이 배는 그리스 최초의 배라는 설과, 오십명 이상을 수용할 수 있는 대규모 선박으로는 최초라는 설이 있다.

## 같이 보기
- 방황하는 네덜란드인